# Nguyễn Đức Anh Chiến

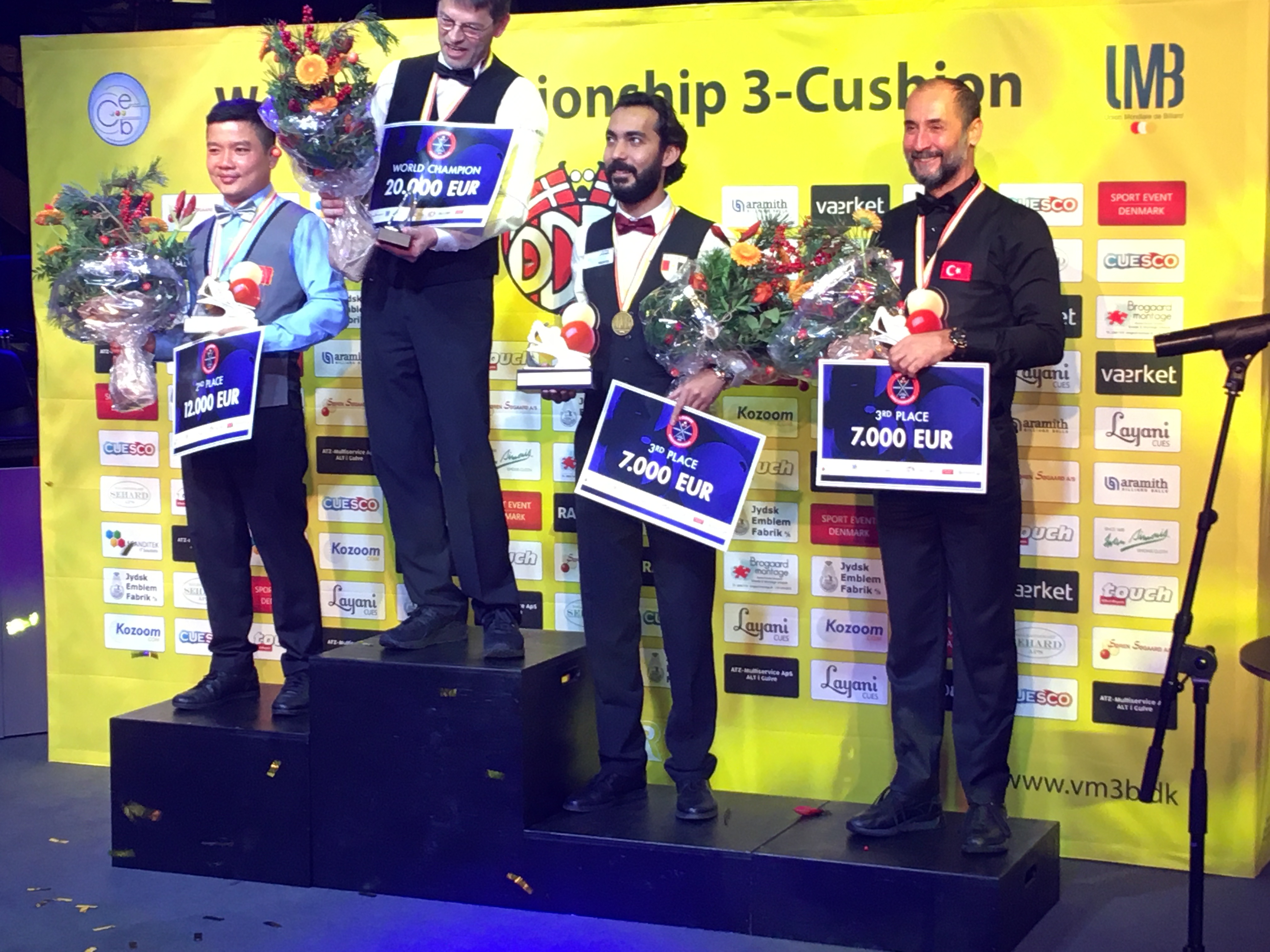
Siegerehrung WM 2019: (v.l.) Nguyễn Đức Anh Chiến (Silber), Torbjörn Blomdahl (SWE, Gold), Sameh Sidhom (EGY) und Semih Saygıner (TUR), beide Bronze

Nguyễn Đức Anh Chiến (* 24. Mai 1983 in Vietnam) ist ein vietnamesischer Karambolagespieler in der Disziplin Dreiband.

## Karriere
Im Alter von 11 Jahren fing Nguyen mit dem Billardspiel an, zunächst mit den in Vietnam immer noch populären, klassischen Disziplinen (Freie Partie, Cadre und Einband), wechselte dann 2009 zum Dreiband. Erste nationale Erfolge erzielte er 2015 mit einer Bronzemedaille. Seinen bisherigen Karrierehöhepunkt erreichte er 2019 mit dem Sieg der Vietnamesischen Dreibandmeisterschaft, der Bronzemedaille im Oktober beim Dreiband-Weltcup 2019/5 im niederländischen Veghel, er hatte in der Qualifikation zuerst den Türken Can Çapak geschlagen, wurde Zweiter in der Hauptqualifikation und setzte sich dann in der KO-Runde zuerst gegen Semih Saygıner und Torbjörn Blomdahl durch, bevor er im Halbfinale am Koreaner Kim Haeng-jik knapp mit 38:40 scheiterte, und der Vizeweltmeisterschaft Ende November im dänischen Randers. Im Finale musste er sich im Nachstoß nur knapp mit 37:40 dem schwedischen Altmeister Blomdahl geschlagen geben. Nguyen ist damit der erste Spieler seines Landes, der eine Silbermedaille bei einer Weltmeisterschaft erringen konnte. Bis dahin waren die Bronzemedaillen für Mã Minh Cẩm 2017 und Nguyễn Quốc Nguyện 2018 die besten Platzierungen. Durch den Weltcup in Veghel stieg er in der Weltrangliste auf Platz 27 auf, nach Randers auf Platz 14. Seine erste Platzierung in der Top 16 der Welt, in Vietnam stand er Ende 2019 auf dem 8. Platz.
Beim Saison-Abschlussturnier des Dreiband-Weltcup zwei Wochen später im ägyptischen Scharm asch-Schaich schied Nguyen nach einem schwachen Spiel gegen den Niederländer Barry van Beers (Einzeldurchschnitt (ED) 0,809) und mit nur 1 Punkt mit 39:40 gegen den Gruppensieger Can Çapak in der Qualifikation der Finalrunde aus.

## Privates
Nguyen studierte Englisch und lebt mit seiner Frau und dem Sohn in Long Thánh, einer kleinen Stadt in der Nähe von Ho-Chi-Minh-Stadt, wo die Familie ein Lebensmittelunternehmen betreibt. Als Ausgleich zum Billard spielt er Fußball.

## Erfolge
- Dreiband-Weltmeisterschaft:  2019
- Dreiband-Weltcup:  2019/5
- Vietnamesische Dreiband-Meisterschaft:  2019
- Nationales Turnier:  2015

Quellen: 